# Biosca
Biosca település Spanyolországban, Lleida tartományban. Biosca Pinell de Solsonès, Llobera, Torà, Massoteres és Sanaüja községekkel határos. Lakosainak száma 176 fő (2024).

## Népesség
A település népessége az utóbbi években az alábbiak szerint változott:
| Lakosok száma | 390  | 900  | 721  | 461  | 253  | 238  | 222  | 197  | 176  | 176  |
|               | 1717 | 1887 | 1936 | 1960 | 1986 | 2004 | 2009 | 2014 | 2019 | 2024 |